# تیرداد دوم

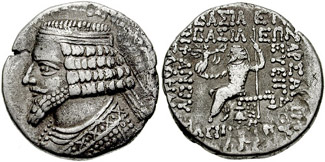
سکه تیرداد دوم

تیرداد دوم شخصی است که در دوران شاهنشاهی اشکانیان و در زمان فرهاد چهارم برای زمان کوتاهی بر تخت شاهی ایران نشست. وی از خاندان اشکانی نبود و گمان می‌رود که یکی از سپهداران ارتش اشکانی از زمامداری ارد دوم بوده باشد. وی در سال ۳۳ پیش از میلاد بر فرهاد چهارم که در آن هنگام شاه ایران بود، خروج کرد و او را به آسیای میانه فراری داد. مردم و بزرگان کشور که در آن زمان از فرهاد و تندروی‌های او ناراضی بودند، او را به شاهی برگزیدند. حدود سه سال پس از بر تخت نشستن تیرداد، فرهاد با سپاهی از سکاها بازگشت و دوباره بر تخت شاهی نشست. تیرداد کوچکترین پسر فرهاد را با خود برد و به سوریه فرار کرد. او پسر فرهاد را به اکتاویوس فرمانروای سوریه داد و از او درخواست یاری کرد. اکتاویوس پسر فرهاد را به عنوان گروگان نزد خود نگهداشت، ولی از کمک کردن به تیرداد و وارد شدن دوباره به جنگ با ایرانیان خودداری کرد.
پس از گذشت چند سال از این واقعه فرهاد خواستار استرداد تیرداد به ایران شد، ولی اکتاویوس از این کار خودداری کرد و پسر فرهاد را به ایران فرستاد.
در سال ۲۶ پیش از میلاد، تیرداد به کمک رومیان وارد ایران شد و توانست بابل را تصرف کند، ولی پس از یک سال فرهاد دوباره پادشاهی را پس گرفت. پس از این ماجرا دیگر نامی از تیرداد دوم در تاریخ برده نشد

فرهاد چهارم.